# リック・リズ
リック・リズ（Rick Rizzs、1953年11月17日 - ）は、アメリカ合衆国のアナウンサー、スポーツキャスター。MLB球団シアトル・マリナーズの専属アナウンサーを務める。ファインプレーなどが飛び出したときの口癖「"Holy smokes!"（びっくりした）」やホームランが出たときのフレーズ、「"Good-bye, baseball!"」などで知られる。
1975年に南イリノイ大学カーボンデール校を卒業し、その後ラジオなどの実況を担当した後、1983年からマリナーズの専属アナウンサーになりデイブ・ニーハウスが死去するまでニーハウスと交代で解説者、デーブ・ヘンダーソン、デイブ・ヴァジェ、ロン・フェアリーらとコンビを組み、Fox Sports Netの放送で各地からマリナーズ戦のアナウンスを行っている。

## イチローの「レーザービーム」
2001年4月11日のオークランド・アスレチックス対シアトル・マリナーズ戦の8回裏、アスレチックスのラモン・ヘルナンデスの右前安打で、一塁から三塁を狙ったテレンス・ロングをライトのイチローが補殺したときの矢のような送球を、実況していたリック・リズがレーザービームと呼んだ（「"Beautiful peg,he got him. Holy smokes! A laser beam strike from Ichiro!"」）。以来この表現が日本にも広まった。